# Emo (muzyka)
Emo (IPA: /ˈi:moʊ/) – podgatunek hardcore punka (skrót od emotional hardcore – emocjonalny hardcore, także emocore) istniejący od połowy lat 80. XX wieku.

## Historia gatunku
Emo (lub emocore) jest skrótem od wyrażenia „emotional hardcore”. Emo jest podgatunkiem muzyki hardcore, popularnym w połowie lat 80. XX w. Twórcami emo były zespoły głoszące zasadę DIY (do it yourself – zrób to sam), starające uwolnić się od tradycyjnych standardów hardcore’u (era Minor Threat), eksperymentujące z nowymi pomysłami. Rezultatem było powstanie kolejnych zespołów. Określenie emo wzięło się od spontanicznych i emocjonalnych zachowań członków zespołów podczas występów.
Rites of Spring są uznawani za pierwszy zespół emo, za sprawą swojego rewolucyjnego debiutanckiego albumu. Album Hüsker Dü z 1984 roku, Zen Arcade, jest powszechnie uważany za wyznacznik nowego brzmienia. Wiele zespołów zaczęło grać w tym czasie na pozór różną muzykę, jednak jest ona zawsze zakorzeniona w oryginalnym emo – styl Waszyngton DC, Dischord.
Zauważalne cechy emo to: występujące w jednym utworze, często chaotyczne, przejścia od muzyki głośnej i szybkiej do delikatnej, spokojnej, dynamizm, przerwy melodyczne, szaleńcze/szorstkie krzyki i wrzaski, wściekłe/abstrakcyjne/introspektywne teksty.
Pierwsze utwory emo nie było dostępne w telewizji, radiu i większości dużych sklepów muzycznych. Wydawano je głównie na płytach winylowych i sprzedawano w niezależnych sklepach z płytami i podczas koncertów.
Screamo jest terminem powstałym później, opisującym powstałe w latach 90. zespoły emo, w których zaczęto grać głośniej, szybciej, bardziej chaotycznie. Screamo wyróżniało się stałymi krzykami i szybkimi, harmonicznymi gitarami. Orchid jest uważany za szczytowe osiągnięcie tego nurtu.
Emo i screamo są obecnie zaliczane do jednego stylu muzycznego. Podczas gdy screamo jest zarezerwowane dla później założonych zespołów, emo jest często używane w odniesieniu do oryginalnego emo lub całego gatunku. Emo violence, czasami błędnie interpretowane jako synonim screamo, był terminem stworzonym jako żart przez In/Humanity. Ze względu na podobieństwo do chaotic emo i grindcore, emo violence jest znany jako brzmienie lo-fi. Obecnie, w związku z rozpowszechnionym nadużywaniem terminu emo przez media, zwolennicy tego gatunku używają pojęć emo violence, „skram”, „kittencore” lub rzadziej „kitten violence”.

## „Druga fala” emo
Po tym jak pierwsza fala emo zespołów praktycznie zniknęła, wpływy emo mogą być odnalezione w nowych zespołach grających indie (Sub Pop, Deep Elm Records), którzy są znani jako połączenie Fugazi (bardzo wpływowy zespół zawierający członków Minor Threat, Embrace i Rites of Spring), wraz z elementami post punku. Określa się to mianem „drugiej fali”, lub „post-emo indie rocka”.

## „Nowe emo”
Około 2000 roku wykreowano nowe znaczenie emo, które nie ma żadnego powiązania z muzyką emo lat 80. Rozpropagowana została nowa definicja emo bardzo silnie powiązana ze „stylem życia emo” (ang. emo lifestyle), niejako podobna do stylu goth. Słowa „emo” i „screamo” są używane do określenia zespołów poppunkowych, rockowych, post hardcore oraz metalcore’owych. Jest to skutek promowania przez media, magazyny, oraz Internet zespołów określających się jako emo, niemających związku z emo w znaczeniu pierwotnym tego słowa. Zespoły te są czasami określane jako „popcore”, „emobop”, „mall emo”, „fuck screamo”, przez ludzi słuchających „true emo”, żadne z tych zespołów nie wykazują podobieństwa do pierwszego nurtu emo/screamo.